# Baldeneysee
Der Baldeneysee ist der größte der sechs Ruhrstauseen. Er liegt im Süden der Stadt Essen zwischen den Stadtteilen Werden, Bredeney, Heisingen, Kupferdreh und Fischlaken. Betreiber der Stauanlage Baldeneysee ist der Ruhrverband.

## Geschichte

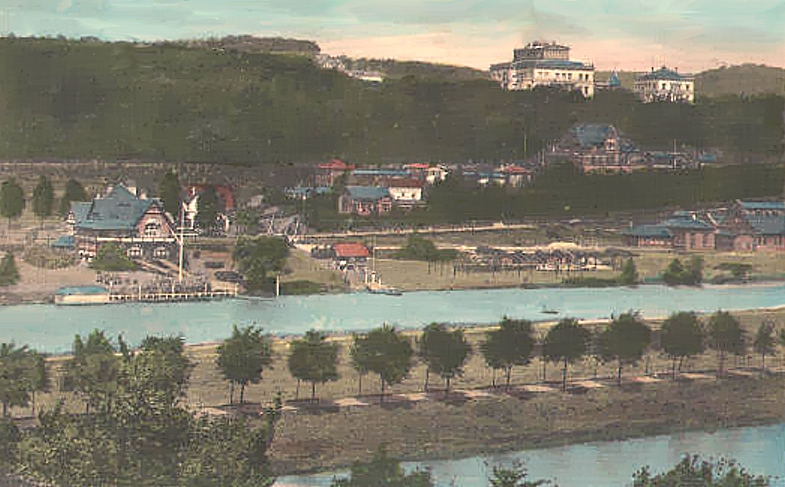
Villa Hügel an der Ruhr 1907, vorn links das Bootshaus Hügel

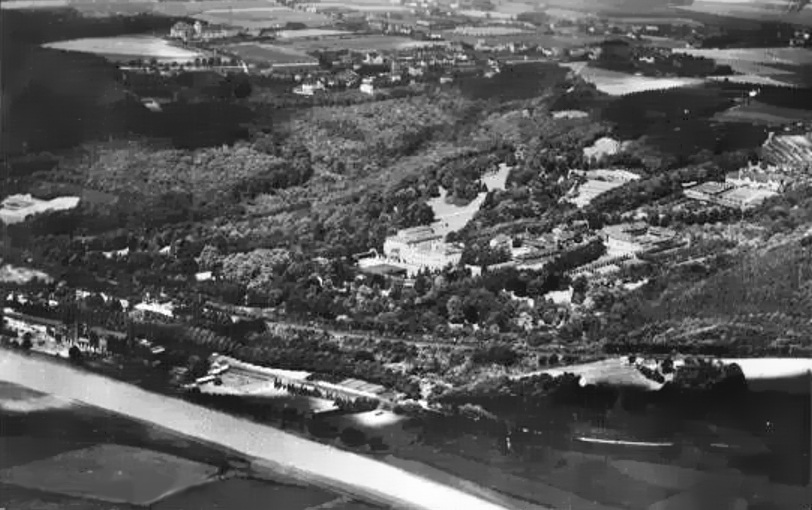
Fliegeraufnahme aus den 1920er Jahren mit Villa Hügel; der Baldeneysee existiert noch nicht.

Es gab erste Planungen im Jahre 1927 durch den ersten Ruhrverbands-Geschäftsführer Karl Imhoff, der die Ruhr wieder sauberer machen sollte. Er plante neben anderen Ruhrstauseen den Baldeneysee, um die Selbstreinigungskraft des Flusses zu verstärken. Durch Aufstauung wird die Fließgeschwindigkeit verringert, so dass sich Schwebstoffe absetzen. Damit konnte sich die Ruhr auf natürliche Weise durch Sedimentation und Abbau von Verunreinigungen durch Mikroorganismen und Algen selbst reinigen. Diese Aufgabe übernehmen heute in erster Linie zahlreiche Kläranlagen. Damals versuchte man, die Versorgung mit Trinkwasser trotz steigender Verbräuche und qualitativer Verschlechterung durch Industrie und Bevölkerungsanstieg zu gewährleisten. Die bereits erfolgreich gebauten Seen Harkort- und Hengsteysee bestätigten das Vorhaben. So entstand zwischen Mai 1931 und März 1933 in Werden ein Ruhr-Stauwehr.
Der Name Baldeneysee stammt daher, dass erste Planungen das Stauwehr in Höhe des Schlosses Baldeney im Ortsteil Baldeney vorsahen. Da sich dieses Vorhaben wegen zu geringen Gefälles und daher zu geringer Stromerzeugung als unwirtschaftlich herausstellte, entschied man sich, das Stauwehr weiter flussabwärts bei Werden zu errichten. Von dort erstreckt sich der Stausee heute bis zur Kampmannbrücke. Die ersten Arbeiten am See wurden in der Bevölkerung zunächst als ökologische Katastrophe gesehen, da sie ihr lieb gewonnenes Ruhrtal schwinden sah. Zum Bau des Sees wurden Grundstücke von Krupp benötigt. Als Gustav Krupp von Bohlen und Halbach aber zugesichert bekam, dass man den See von seiner Villa Hügel aus werde sehen können, stimmte er dem Bau zu.
Ende 1929 begann die Weltwirtschaftskrise. Die Baustelle wurde im Dezember 1931 nach sieben Monaten Bauzeit insolvent, so dass der Bau des Wehres und des Wasserkraftwerks bis Februar 1932 stillgelegt wurde, da die Mittel des Ruhrverbands für Schuldentilgungen notwendig wurden. Die Erdarbeiten gingen jedoch weiter. Ab Ende Februar 1932 setzte man bis zu 2000 Arbeiter im Rahmen des FAD (Freiwilliger Arbeitsdienst) ein. So profitierte der Ruhrverband durch die Einnahme von Darlehensgeldern aus der Erwerbslosenfürsorge für den Bau. Die Arbeiter waren oft nur mit primitiven Werkzeugen ausgerüstet. Sie erhielten zwischen 1,00 und 1,80 Reichsmark und eine warme Mahlzeit am Tag.
Trotz der Verzögerungen Anfang 1932 wurde im Juni 1932 mit dem Aushub am Stauwehr begonnen. Am Ende des Folgemonats wurden die Wehrwalzen montiert. Ende Februar 1933 war das Stauwehr fertiggestellt und die Ruhr wurde probeweise aufgestaut. Am 15. März des Jahres fand die Abnahme der Dämme durch die Regierungskommission statt, nachdem eine Woche zuvor die Aufstauung bis auf 1,25 Meter unter dem späteren Wasserspiegel erfolgte. Nach dieser Abnahme wurde der Wasserspiegel um weitere 1,5 bis 2 Meter abgesenkt, um Restarbeiten bis zur endgültigen Füllung vorzunehmen.
Im Frühjahr 1933 wurde ein erster Probelauf des Wasserkraftwerks Baldeney im Stauwehr vorgenommen. Es erzeugt bis heute mit zwei Kaplan-Turbinen 26,7 Millionen Kilowattstunden Strom pro Jahr bei einem Gefälle von 8,7 Metern. Aufgrund der Machtergreifung der NSDAP im Januar 1933 gab es keine offizielle Einweihungsfeier. Ende 1933 wurde die Mündung des Deilbachs in Kupferdreh fertiggestellt. Der Ingenieur Karl Imhoff wurde 1934 von der NSDAP als Geschäftsführer des Ruhrverbandes abgesetzt.
1933 nahm die Verkehrsgesellschaft m.b.H. Baldeneysee, die spätere Weisse Flotte Baldeney, ihren Fahrgastschiffbetrieb auf. Nach der Essen kam am 23. April 1933 ein weiteres Fahrgastschiff hinzu. Bis Juni des Jahres folgten zwei weitere Schiffe. Eine neue Schleuse wurde im Stauwehr für Ausflugsschiffe und Freizeitkapitäne errichtet. Die alte Schleuse Neukirchen, die der Ruhrschifffahrt hauptsächlich zum Kohlentransport diente, fiel durch die Aufstauung des Baldeneysees trocken.
Die Deutsche Reichsbahn bot ab 6. Mai 1933 für sonntags und mittwochs eine vergünstigte Baldeneysee-Fahrkarte für die zweite und dritte Wagenklasse an. Damit sollte die Verkehrsanbindung an den Baldeneysee erleichtert werden. Man konnte damit von Essen Hauptbahnhof über Essen-Stadtwald zum Haltepunkt Essen-Hügel, oder von Werden bis dorthin fahren. Nach einem Spaziergang am See war der Einstieg unter anderem in Heisingen oder Kupferdreh wieder möglich, um auch über Steele wieder zurückzufahren.
Im Zweiten Weltkrieg wurde 1941 – im Zusammenhang mit dem Bau der auf dem Velberter Rottberg errichteten Kruppschen Nachtscheinanlage – das Seewasser abgelassen, um der Luftwaffe der Alliierten mit der nicht mehr vorhandenen Wasseroberfläche die Orientierung zu nehmen. Durch die Flutwelle nach der Zerstörung der Möhnetalsperre im Mai 1943 gab es auch an den Ufern des Baldeneysees schwere Zerstörungen. 1944 brannte nach einem Bombenangriff unter anderem das Bootshaus Hügel am nördlichen Seeufer ab, das der Industrielle Alfred Krupp nach dem Vorbild englischer Ruderclubs hatte errichten lassen, welches am 13. Juni 1899 seiner Bestimmung übergeben wurde. Die dort beheimatete Ruderriege gehört heute zum ETuF Essen. 1951 wurde auf den Fundamenten des alten Bootshauses der heutige sachliche Bau fertiggestellt.
1954 und 1993 wurden die Wehrwalzen saniert.

### Ehemaliges Freibad Baldeney
Ursprünglich waren drei Strandbäder am Baldeneysee vorgesehen. Aus wirtschaftlichen Gründen musste die Planung von zwei Bädern aufgegeben werden. Das betraf eines in Heisingen und ein kleineres bei Fischlaken. Das Strandbad Baldeney hingegen konnte wie geplant errichtet werden, da die Sparkasse Essen 150.000 Reichsmark zur Verfügung stellte, die aus einer guten Bilanz ihres vergangenen Geschäftsjahres hervorgegangen waren. Die Sparkasse war verpflichtet, von ihrem Reinertrag einen Teil für gemeinnützige Zwecke zu verwenden.
Das umfangreiche Grundstück des ehemaligen Freibads Baldeney, des heutigen Seaside Beach, gehörte ursprünglich zum Schloss Baldeney. Der Ruhrverband hatte es im Einvernehmen mit der Stadtverwaltung zunächst bis zum 31. Dezember 1961 gepachtet, um die Erschließung für den öffentlichen Bade- und Ausflugsverkehr zu gewährleisten. Aus wirtschaftlichen Gründen hat der Ruhrverband die Nutzung des Grundstücks an die Verkehrsgesellschaft m.b.H. Baldeneysee, aus der später die Weisse Flotte Baldeney hervorging, abgetreten. An dieser Verkehrsgesellschaft waren unter anderem die Stadtverwaltung, die Friedrich Krupp AG und die Süddeutsche Eisenbahn-Gesellschaft (SEG), die auch die Essener Straßenbahn betrieb, beteiligt. Ihre Aufgabe war, neben der Durchführung des Schiffs- und Fährverkehrs auf dem Baldeneysee, unter anderem auch die Einrichtung eines großen neuzeitlichen Strandbades.
In der Ratssitzung vom 2. Oktober 1936 wurden die bereits genannten 150.000 Reichsmark zum Ausbau des Baldeneyseebades für die badefreudigen Volksgenossen freigegeben, das 1937 offiziell eröffnet wurde. Bis 1984 diente es als Freibad mit einem 100 mal 25 Meter großen Schwimmerbecken, einem 220 mal 50 Meter großen Nichtschwimmerbecken und einem abgegrenzten, im Baldeneysee befindlichen Sprungbecken mit Sprungturm. Für Kinder gab es eine Wasserrutsche. Als nach dem Krieg Essen von britischen Streitkräften besetzt wurde, teilten diese das Freibad in eine deutsche und eine britische Seite, was am 30. November 1949 wieder aufgehoben wurde. Am 26. Juli 1952 wurde das Bad wegen allgemein starker Ausbreitung der Kinderlähmung geschlossen. Man baute eine neue Chloranlage und 1954 eine Entwässerungsanlage ein. 1959 verzeichnete das Freibad Baldeney mit 327.800 Badegästen seinen höchsten Zulauf. Weil die Sanierungskosten für das inzwischen marode Bad zu hoch erschienen, wurden 1984 alle Schwimmbecken geleert und das Freibad geschlossen. Ein weiterer Grund für die Schließung war, dass die Schwimmbecken zuvor mit Grundwasser gespeist wurden. Durch den kontinuierlich fallenden Grundwasserspiegel wurde dieses zunehmend schwierig und schließlich nahezu unmöglich. Ein Jahr später wurde das vormalige Bad als trockengelegtes Licht- und Luftbad wiedereröffnet. In jenem Jahr wurde das Sonnen oben ohne erlaubt. 1997 wurde der Sprungturm abgerissen; aus den sandgefüllten Schwimmbecken wurden Volleyballfelder. 2005 übernahm die Seaside Beach Club GmbH das Areal mit neuem Konzept. Das Bad kann gegen Gebühr genutzt werden.
Die ehemaligen Schwimmbecken wurden für die Dreharbeiten des deutschen Fernsehfilms Die Sturmflut über die Sturmflutkatastrophe in Hamburg wieder vom Sand befreit und mit Wasser gefüllt.
Das Schwimmen in der Unteren Ruhr, und damit auch im Baldeneysee selbst, wurde, begründet mit dem hohen Bakteriengehalt des Wassers, im September 1952 durch Erlass der Bezirksregierung Düsseldorf verboten. Einige Strandbäder waren allerdings davon ausgenommen, darunter auch das Bad Baldeney. Hier verbot man schließlich 1973 das Schwimmen im See. Am 23. Mai 2017 wurde am Ufer des Seaside Beach Baldeney, wie das Freizeitgelände um das einstige Freibad heute heißt, unter Anwesenheit von Oberbürgermeister Thomas Kufen und Christian Keller eine neu eingerichtete Badestelle in der Ruhr offiziell eröffnet. Die Wasserqualität ist durch die Modernisierung der Kläranlagen in den vergangenen Jahrzehnten wieder so gut, dass die Behörden gesundheitliche Bedenken ausgeräumt haben. Bei bestimmten Wetterlagen gilt jedoch weiterhin ein Badeverbot.

## Technik

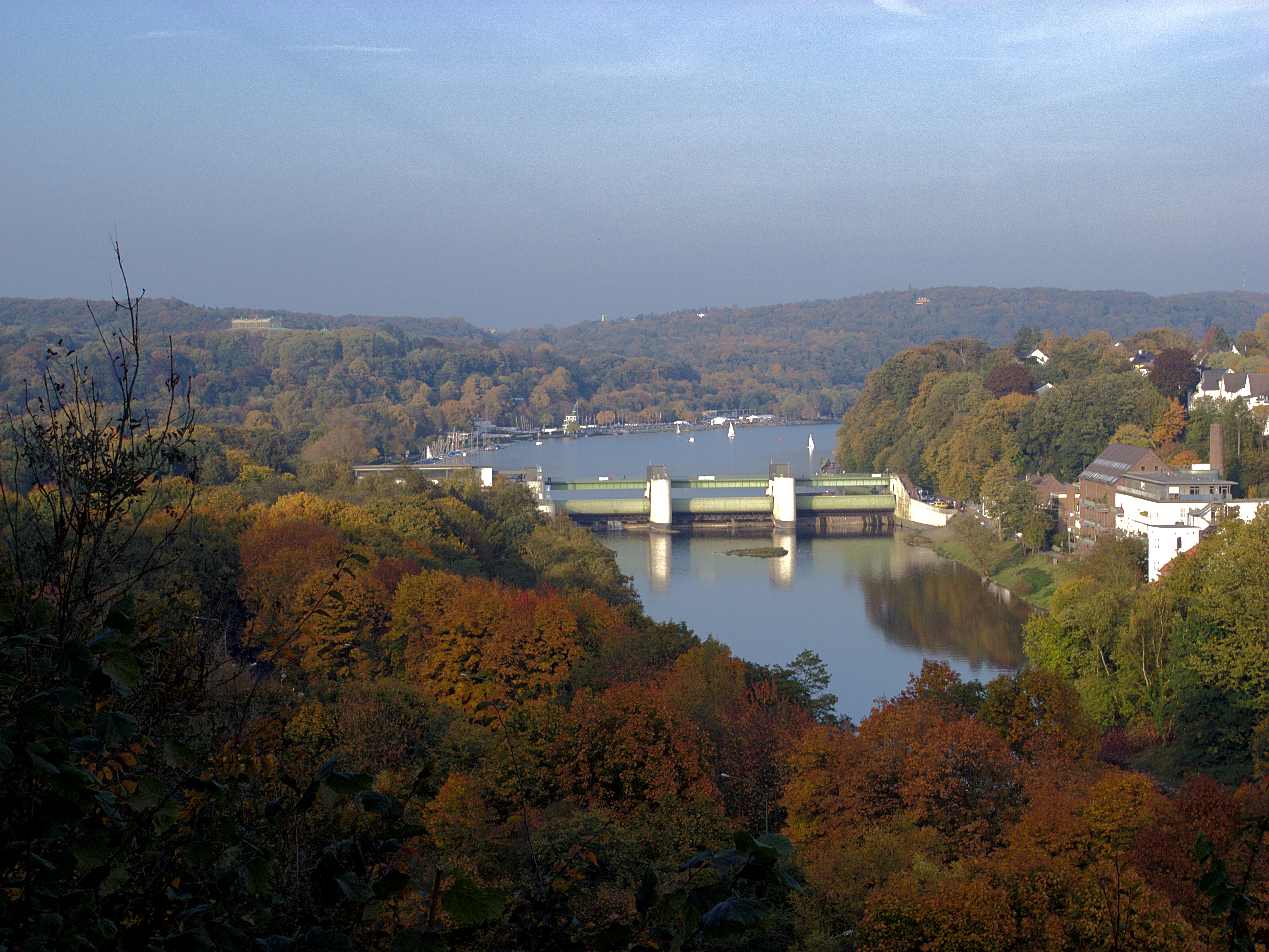
Das Stauwehr des Sees von Essen-Werden aus

Die Stauhöhe der ehemals 42,45 Meter langen und 6 Meter breiten Schleuse Baldeney beträgt 8,75 Meter. Diese ergeben sich aus etwa 5 Meter hoch aufgestautem See und rund 3,5 Metern Absenkung des Unterwassers durch Abbau zweier alter Wehre bei der trockengelegten Schleuse Neukirchen. Das Stauwehr hat drei 33,5 Meter breite, durch Hubwalzen verschließbare Öffnungen. Das Laufwasserkraftwerk produziert heute Elektrizität mit Hilfe zweier Kaplanturbinen von bis zu zehn Megawatt bei einem maximalen Wasserdurchfluss von zusammen 150 m³/s. So können jährlich durchschnittlich 26,7 Millionen Kilowattstunden Strom erzeugt werden. Als Notreserve zur Versorgung des Wasserwerkes gab es eine Rückpumpturbine, die 8 m³/s vom Unterwasser in den See zurückbefördern konnte. Diese Turbine konnte im Generatorbetrieb jedoch auch weitere 1000 Kilowatt Strom erzeugen. Die Rückpumpturbine wurde 1993 technisch überholt. Mitte 2013 wurde entschieden, einen Fischlift an der Schleuse zu bauen, um den Vorgaben der europäischen Wasserrahmenrichtlinie zu entsprechen. Dafür musste die schon lange nicht mehr genutzte Rückpumpturbine weichen. Im Jahr 2021 wurde der aus zwei senkrecht stehenden Röhren bestehende Lift eröffnet.
Der Stauraum des Sees, der eine mittlere Tiefe von 3,14 Metern hat, umfasste ursprünglich 8,3 Millionen Kubikmeter, veränderte sich aber durch Sedimentablagerung so, dass er nach 50 Jahren Betriebszeit, trotz Bergabsenkungen, auf 6,5 Millionen Kubikmeter zurückgegangen war. Daraufhin wurde der Baldeneysee zwischen April 1983 und Mai 1984 so weit ausgebaggert, dass heute ein Stauvolumen von etwa 7,6 Millionen Kubikmeter vorhanden ist. Der Aushub wurde auf sogenannte Spülfelder gebracht, auf deren Fläche sich heute das Naturschutzgebiet Heisinger Ruhraue erstreckt.
Nach etwa 75 Jahren Betriebszeit wurden in den Jahren 2007 und 2008 die Schleusentore samt Antrieben und sicherheitstechnischen Komponenten erneuert, ebenso die komplette Elektro- und Automatisierungstechnik.

## Der See als Naherholungsgebiet

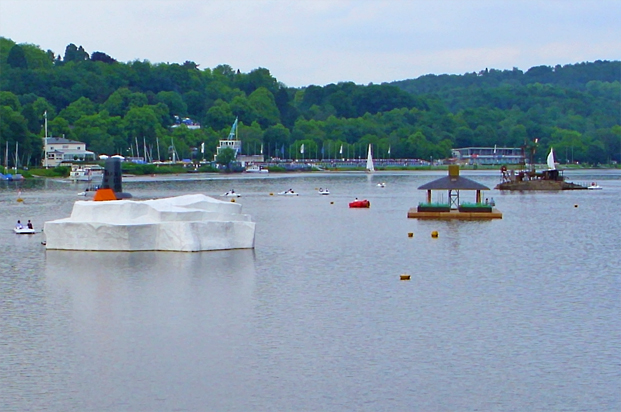
Drei der vier Inseln des Kulturhauptstadtprojekts Ruhr-Atoll

Der Baldeneysee dient heute unter anderem dem Wassersport und als Naherholungsgebiet. An seinem Ufer in Heisingen liegt das Vogelschutzgebiet Heisinger Bogen, das mit einem geschützten Sumpfgebiet als Brutrevier für Haubentaucher, Kormorane, Reiher und andere bedrohte Vögel dient.
Am Südostufer verläuft die Hespertalbahn mit saisonalem Museumzugbetrieb. Am Nordufer steht der denkmalgeschützte Förderturm der Zeche Carl Funke. An den Hängen in unmittelbarer Nachbarschaft liegen die Villa Hügel, die Ruine Neue Isenburg und der Aussichtspunkt Korte-Klippe.
Mit dem Seaside Beach Club existiert das ehemalige Freibad am Nordufer weiter, allerdings als Veranstaltungsgelände mit Sandstrand, Palmen, Wiesen, Beach-Volleyballfeldern, einer Surfschule und Cocktailbar. Das Baden im Baldeneysee war aufgrund der europäischen Qualitätsnormen für Badegewässer verboten; in Zusammenhang mit der Verleihung des Titels Grüne Hauptstadt Europas 2017 an die Stadt Essen wurde es hier jedoch im Mai 2017 wieder erlaubt.
Von Mai bis Oktober 2010 befanden sich im Baldeneysee vier künstlich angelegte Inseln als Beitrag zur Kulturhauptstadt Europas RUHR.2010: Das sogenannte Ruhr-Atoll verband die Themenfelder Kunst-Wissenschaft sowie Energie-Ökologie und war für Besucher mit Hilfe von Tretbooten befahrbar.
Rund um den See verläuft der 2017 eröffnete Wanderweg Baldeneysteig.
Für die Saison 2022 wurden 80 Müllbehälter, 64 Bänke und Fahrradständer am Südufer installiert, wodurch der See ein einheitliches Ufermobiliar erhielt. Um Vandalismus vorzubeugen, wird die bisherige Toilette am Regattaturm bewirtschaftet, zusätzlich sind öffentliche Toiletten beim Eisenbahnersportverein in Kupferdreh entstanden.

### Weisse Flotte Baldeney

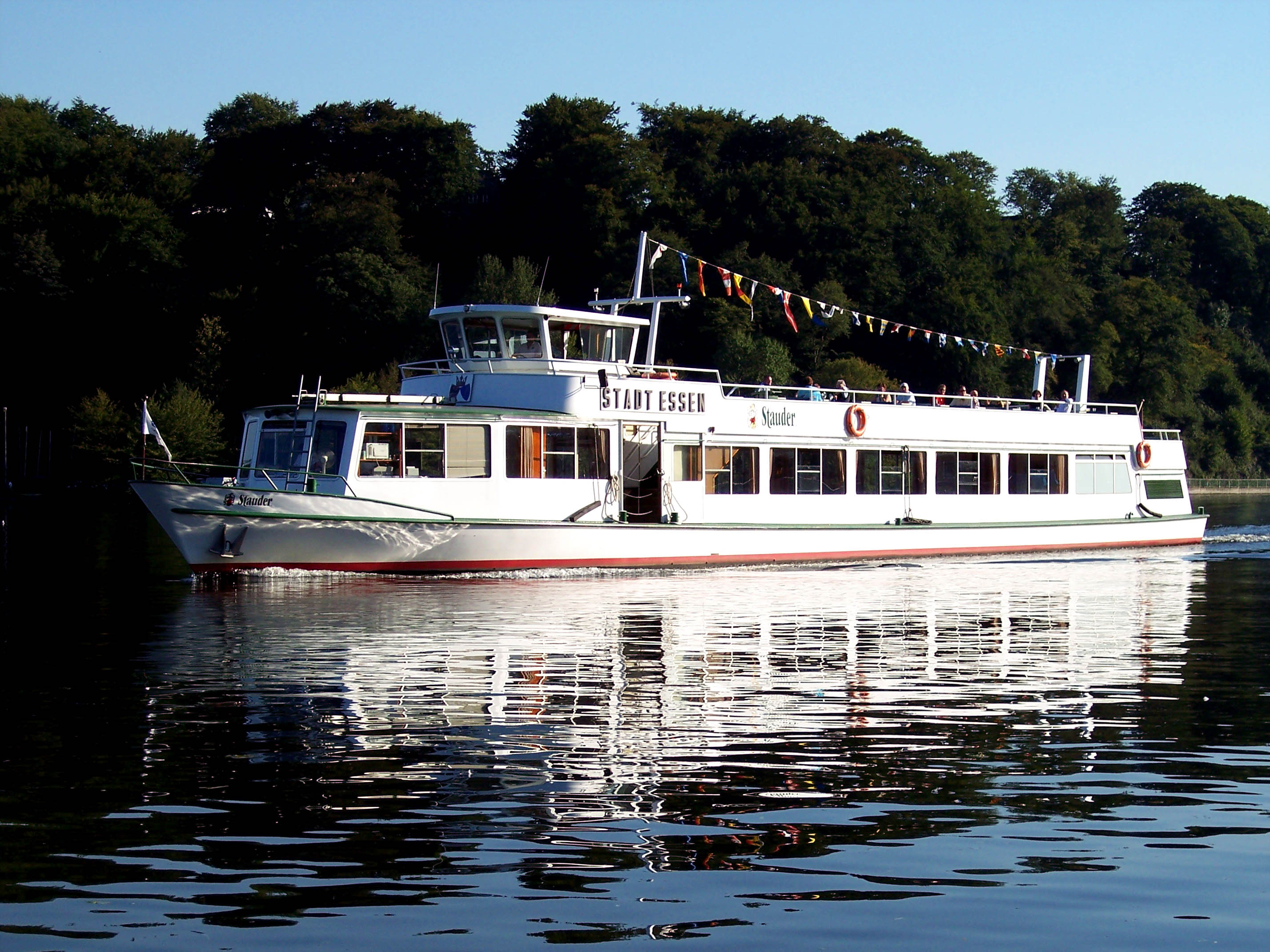
MS Stadt Essen der Weißen Flotte auf dem Baldeneysee

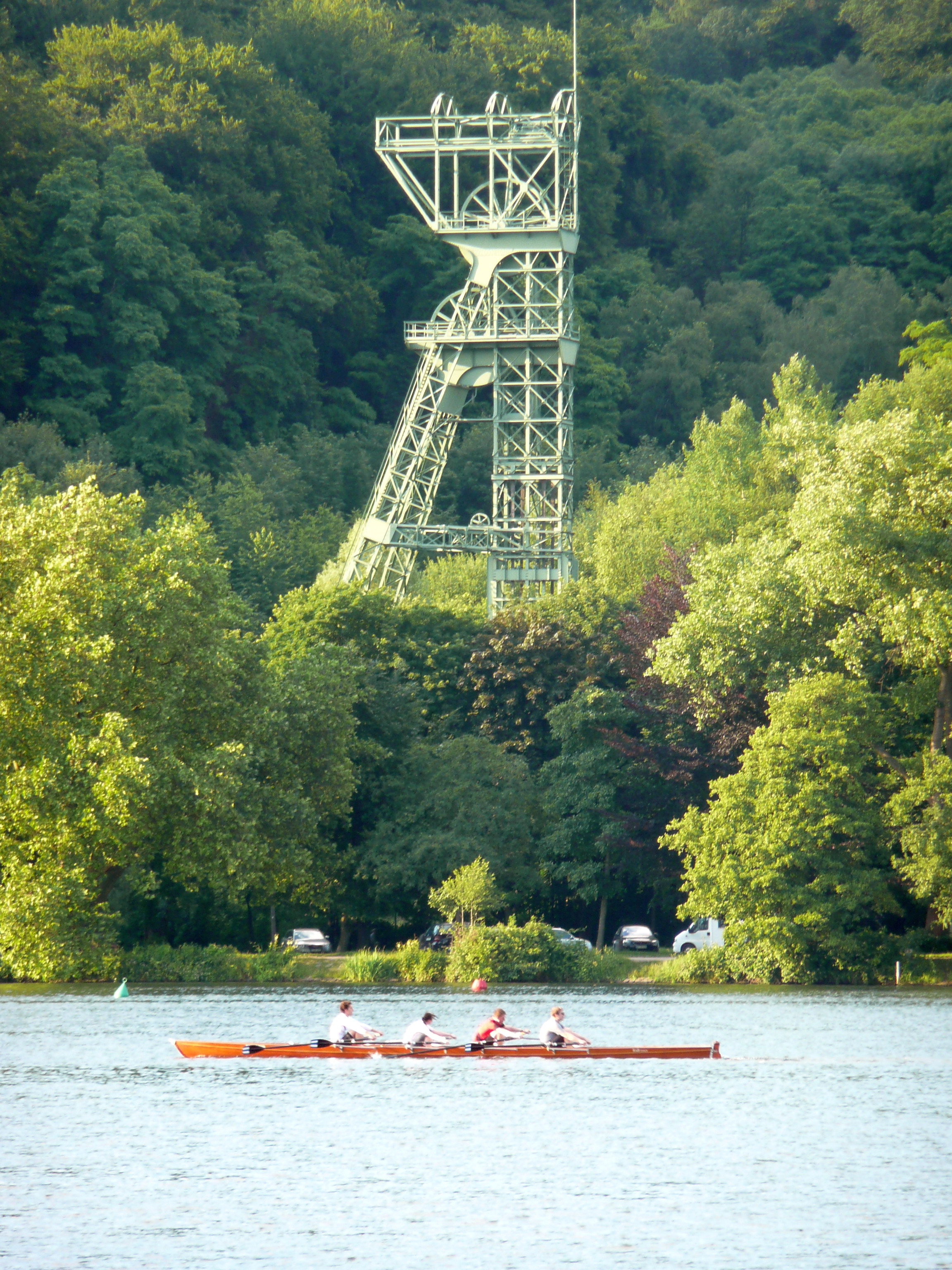
Rudertraining, hinten: Fördergerüst der ehemaligen Zeche Carl Funke I

Die Schiffe der Weissen Flotte Baldeney liegen im Hafen am Südufer des Baldeneysees. Sie verkehren in den Sommermonaten nach Fahrplan zwischen dem Stauwehr in Werden und der ehemaligen Eisenbahnbrücke, heute Fußgängerbrücke, die Heisingen mit Kupferdreh verbindet. Anlegestellen befinden sich am Stauwehr (Anleger Wehr), am Regattaturm unterhalb der Villa Hügel (Anleger Hügel), am Seaside Beach (Anleger Strandbad), in Heisingen (Anleger Heisingen), am östlichsten Punkt des Baldeneysees (Anleger Kupferdreh) und am Südufer beim ehemaligen adeligen Lehnsgut Haus Scheppen (Anleger Scheppen). Eine Schleusenfahrt führt flussabwärts bis zum Kettwiger See (Anleger Kettwig).

## Der See als Sportstätte

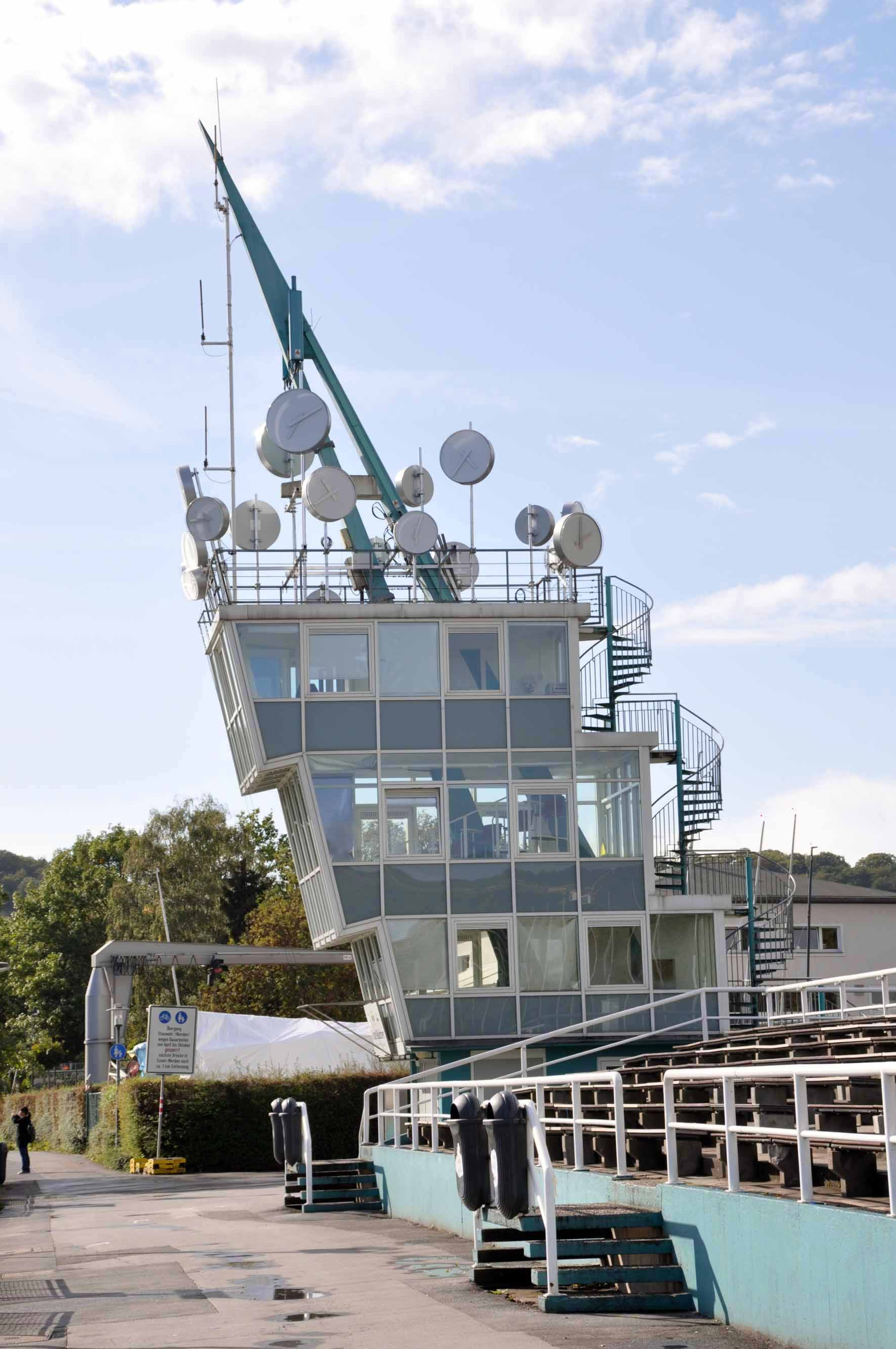
Regattaturm

Die durchgehend ausgebauten Fuß- und Radwege rund um den See haben eine Länge von etwa 14 Kilometern. Hier findet seit 1963 der Marathon Rund um den Baldeneysee statt.
Jährlich werden seit 1935 auf dem See Segelregatten mit teilweise überregionaler Bedeutung veranstaltet. Darüber hinaus gibt es eine Regattastrecke für den Ruder- und Kanurennsport und unter Wasser liegende Verankerungen für Spielfelder für Kanupolo. Hier werden Wettkämpfe bis hin zu Europameisterschaften ausgetragen. Das städtische Regattahaus mit Umkleide-, Wasch-, Aufenthalts- und Trainingsräumen beheimatet das Landesleistungszentrum für Kanurennsport, in dem zahlreiche Olympiasieger und Weltmeister trainieren.
Der Baldeneysee verfügt am Nordufer über einen Regattaturm. Er wurde 1962 durch das Hochbauamt Essen unter Mitwirkung des Architekten Horst Lippert errichtet. Drei versetzt aufgebaute, rundum verglaste Etagen in einer schrägen Stahlkonstruktion ermöglichen den Verantwortlichen einen Blick über den See. Er bietet Kabinen für Schiedsrichter, Streckensprecher und Radio-Kommentatoren. Zum Kulturhauptstadtjahr 2010 installierte der Essener Künstler Christoph Hildebrand das Kunstwerk Time mit zwanzig unterschiedlich großen Uhren mit willkürlich drehenden Zeigern auf dem Dach des Turms. Im Zuge des Ausbaus der Regattastrecke des Baldeneysees für nationale und internationale Wettbewerbe wurden in den 1960er Jahren auch die östlich dem Turm gelegene Zuschauertribüne und ein Regattahaus erbaut.
Im Juli 2024 begannen die Arbeiten zum Abriss der bisherigen Zuschauertribüne der Regattastrecke, die durch ein funktionales Tribünengebäude ersetzt wird. Bis zur geplanten Fertigstellung im Jahr 2026 wird eine 135 Meter lange Regattatribüne mit rund 1700 Sitz- und Stehplätzen errichtet. Auf ihrer Rückseite wird es diverse Funktions- und Lagerräume sowie eine Toilettenanlage geben.
Rund um den Baldeneysee liegen einige Angelvereine. Am See gibt es rund 25 Segelvereine mit eigenen Wasser- und Landliegeplätzen, die pro Jahr etwa 30 Regatten veranstalten. Unter lokalen Seglern bekannt ist die Mittwochsregatta der Segler-Kameradschaft Scheppen. Der jährliche Regattakalender wird von der Wettfahrgemeinschaft der Segler am Baldeneysee organisiert.